# Petroscirtes marginatus
Petroscirtes marginatus är en fiskart som beskrevs av Smith-vaniz, 1976. Petroscirtes marginatus ingår i släktet Petroscirtes och familjen Blenniidae. Inga underarter finns listade i Catalogue of Life.